# Periodato
Il periodato è un anione formato da iodio e ossigeno. Questo è uno degli ossoanioni dello iodio e il maggiore della serie, con lo iodio nello stato di ossidazione +7. Come per altri peralogenati, come il perclorato, può esistere in due forme: l'anione metaperiodato IO−4 e il pentanione ortoperiodato IO5−6. A questo proposito è comparabile allo ione tellurato del periodo adiacente. Può combinarsi con un numero di ioni di carica opposta per formare i composti detti periodati, che possono anche essere considerati come i sali dell'acido periodico.
Gli ioni periodati sono stati scoperti da Heinrich Gustav Magnus e C. F. Ammermüller; che per primi hanno sintetizzato l'acido periodico nel 1833.

## Struttura e legame
Sia in orto che in metaperiodato lo iodio è ipervalente, in quanto forma più legami di quanto sarebbe normalmente permesso. Ciò è stato spiegato in termini di legame dativo, confermando l'assenza di un doppio legame in queste molecole.
|                                    |                                           |
|                                    |                                           |
| Struttura 3D dell'anione periodato | Struttura 3D del pentanione ortoperiodato |

Le strutture esatte variano a seconda dei controioni, tuttavia in media gli ortoperiodati adottano una geometria ottaedrica leggermente deformata con diffrazione a raggi X che indicano una lunghezza del legame I–O di 1.89 Å.
I metaperiodati adottano una geometria tetraedrica distorta con una distanza I-O media di 1.78 Å.